# Habitatge a la plaça de Sant Miquel, 1 (Reus)
L'Habitatge a la plaça de sant Miquel, 1, és un edifici del municipi de Reus (Baix Camp) inclòs en l'Inventari del Patrimoni Arquitectònic de Catalunya com a Bé Cultural d'Interès Local.

## Descripció
Habitatge força senzill estructurat en planta baixa i tres pisos superiors. Potser l'element més destacat és l'entrada, una portada d'arc de mig punt adovellat i després arrebossat, com la resta de la façana. La porta és de dues fulles de fusta treballada en baix relleu. A sobre d'aquesta porta, simètricament, hi ha una altra obertura, un balcó amb una barana molt senzilla de ferro. Els pisos superiors tenen finestres.